# 出走ピット
競艇における出走ピット（しゅっそうピット）とは、出走する選手が待機する場所である。

## ピットの位置
大半の競艇場では、ピットは2マークの後方（決勝線から見て左側）にあるが、一部異なる競艇場がある。
- 福岡 - 2マークの奥（対岸側）
- 津・大村 - 2マークの手前（スタンド側）
- 江戸川・びわこ - 2マーク内寄りの手前（スタンド側）

またピットから2マークまでの距離も競艇場によってばらつきがあり、一番近い江戸川が約71mに対し、一番遠い唐津では約178mもある。2マークまでの距離が長いほど、スタート時の前付けが決まりやすくなる傾向にある。

## 自動発艇装置
ピットアウトの際は自動発艇装置があるため紐を引っ張らなくてもよい（試運転の際は手動）。自動発艇装置が故障する場合もあり、過去には蒲郡競艇場（現:ボートレース蒲郡）にて自動発艇装置が故障する事態が起き一時発走を見合せる珍事があった。
仕組みは以下の通り。
- 水上信号灯はまず停止マークが点灯する
- B始動の際は始動マークが点灯し出走の際は出走マークが点灯する仕組みになっている。